# Maud (voornaam)
Maud is een meisjesnaam, de verkorte vorm van Mathilde. 
De naamdag is 14 maart.

## Bekende naamdraagsters
- Maud Adams, Zweeds actrice
- Keizerin Maud van Engeland
- Maud Gonne, Brits-Iers actrice, feministe en revolutionair
- Maud Hawinkels, Nederlandse presentatrice
- Maud Kaptheijns, Nederlands veldrijdster
- Maud Lewis, Canadees artiest
- Maud Menten, Canadees biochemica
- Maud Mulder, Nederlandse zangeres
- Maud Powell, Amerikaans violiste
- Maud Vanhauwaert, Vlaams dichteres en actrice